# Chlebowo, Hạt Gryfino
Chlebowo [xlɛˈbɔvɔ] (German Klebow) là một ngôi làng thuộc khu hành chính của Gmina Gryfino, thuộc hạt Gryfino, West Pomeranian Voivodeship, ở phía tây bắc Ba Lan, gần biên giới Đức. Nó nằm khoảng 10 kilômét (6 mi) phía đông bắc Gryfino và 12 km (7 mi)     phía nam thủ đô khu vực Szczecin.
Trước năm 1945, khu vực này là một phần của Đức.
Ngôi làng có dân số 157.